# Алишев, Казыбек Курмангалиевич
Казыбек Курмангалиевич Алишев (каз. Қазыбек Құрманғалиұлы Әлішев, род. 3 февраля 1978) — казахстанский государственный деятель, член Комитета по аграрным вопросам Мажилиса Парламента Республики Казахстан VIII созыва.

## Биография

### Образование
В 1999 году окончил обучение сразу в двух учебных заведениях: Московский государственный университет экономики, статистики и информатики и Актюбинский негосударственный институт менеджмента, бизнеса и права «Нұр».

### Трудовая деятельность
Свою трудовую деятельность начал в 1998 году, устроившись на должность судебного исполнителя в Мугалжарском районном суде. С 2000 по 2003 годы работал помощником прокурора Хобдинского и Мугалжарского районов Актюбинской области.
С 2003 по 2005 годы трудился в должности заместителя прокурора Темирского района Актюбинской области.
С 2006 по 2008 годы исполнял обязанности советника генерального директора ТОО «БУЛАН» в Кульсары, Атырауская область. Затем был назначен директором по развитию корпоративного бизнеса в СП ТОО «ИГС-Сичим» в Атырау.
С 2010 года осуществлял трудовую деятельность в аппарате акима Атырауской области. Работал в государственно-правовом отделе, был заведующим отделом контроля исполнения документации и начальником отдела по привлечению иностранной рабочей силы. В 2012 году назначен на должность начальника Управления координации и социальных программ Атырауской области.
С 2013 по 2018 годы работал в должности коммерческого директора ТОО «ACRB LTD» в Атырау. С 2018 по 2023 годы возглавлял крестьянское хозяйство «Арман-М» в селе Талдысай Актюбинской области.

## Выборные должности
С 28 марта 2023 года является депутатом Мажилиса Парламента Республики Казахстан VIII созыва. Выдвинут партией «Аманат» по избирательному округу № 8, в Актюбинской области. В Парламенте работает в должности члена Комитета по аграрным вопросам.

## Семья
Женат, воспитывает двоих детей.